# سجاد أذربيجانية

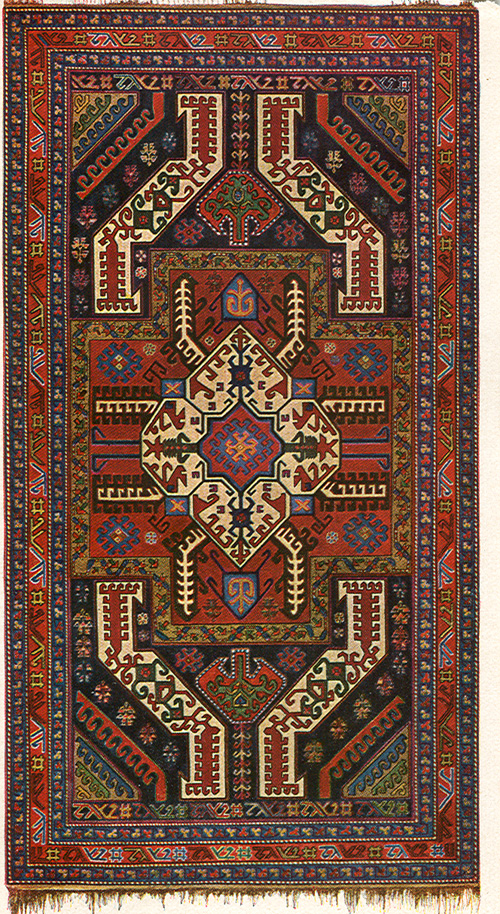
سجادة أذربيجاني قديمة

 السجاد الأذربيجانية  (بالأذرية: Azərbaycan xalçaları) - إن تقاليد فن السجاد الأذربيجاني باعتباره جزءا لا يتجزأ 
من الثقافة الأذربيجاني ككل، قد تشكلت وتطورت عبر العديد من القرون. وينبغي التأكيد بوجه خاص على صلابة فن السجاد وتمسكه وحرصه على تقاليده التي لم تخضع لتغيارات الزمن. 
و قد تم العثور على بقايا الأنوال البدائية في العصر الحجري والنحاسي، وعلى بقايا بعض سجاد ونسيجه من خلال الآثار المتأخرة بعض الشئ.
دخل إلى قائمة «التراث الثقافي غير المادي» في عام 2010.

## التاريخ
لقد إرتهن دور كبيرلسجاد في حيات الشعب الآذرى بحقيقة ان الناس القائمين على صناعة السجاد، كانو يحظون بقدر عال من الاحترام لدى العامة في المجتمع.و إحتلت صناعة السجاد مكانة كبيرة في النشاط الإنتاجى لقسم كبير من السكان. 
و منذ اعماق الزمن القديم، كانت كمية السجاد الجيد تعد إحدى المؤشرات الرئيسية لثراء ورفا هية الأسرة.
تعتمد دراسة السجاد الآذربيجاني على قاعدة واسعة من المصادر التاريخية. فهنا يمكنها الاعتماد على الآثار الأرخيولوجية المذكورة بدءا من العصر الحجرى والنحاسى.
يذكر المؤرخ الالباني وسى كالانكاتويسكي في القرن السابع حول إنتاج السجاد في البانيا، وإستخدامه في حياة الأثرياء.كما يذكر المؤرخ سيبيوس عن الغنائم التي حصل عليها الإمبراطور البيزنتي هيراكليوس في ناختشوان في عام 728, ويتحدث حول الكثير من السجاد المغزول بخيوط الذهب والفضة. وهناك العديد من المعلومات حول عزل السجاد في أذربيجان يمكننا العثور عليها لدى المؤلفين الشرقيين في القرون الوسطى.
و يطلق الرحالة الصينى خوان تيس أنك في القرن السابع على أذربيجان اسم المركز الضخم لإنتاج السجاد.
```

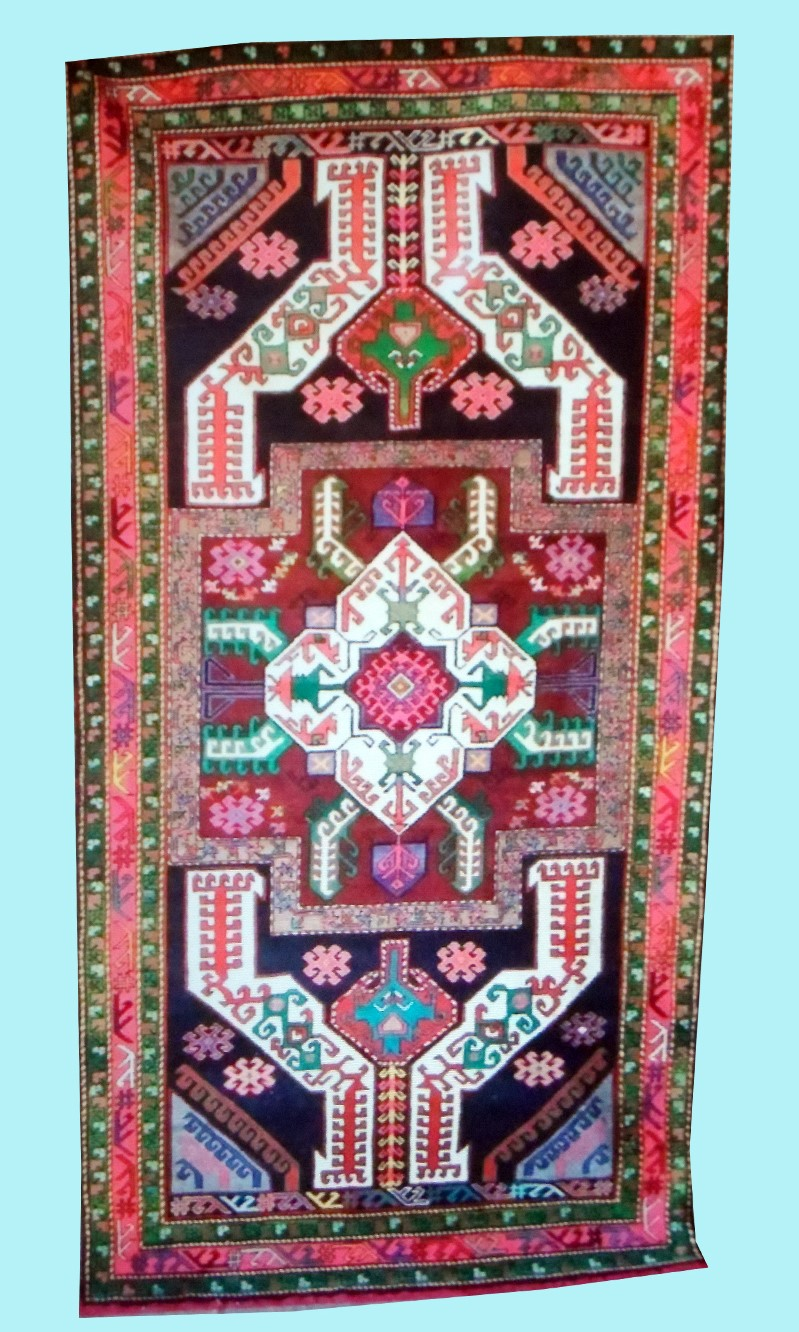
سجادة كاسيموشاغ

في العصور الوسطى (القرن 7- 4) تحديدا تغلغلت في الفنون التعبيرية لأذربيجان دائرة كاملة من النمازج التي تعود إلى << الأفيستا>>. كان الكثير من بين نمازجها التي تصور الحيوانات الطيور باعتبارها بعثا للآلها الأفيستا، قد ظل قائما في السجاد اذربيجانى حتى يومنا هذا.
```

في منتصف القرن الحادى العشر جرى احتلال أذربيجان وعدد آخر من الدول من قبل السلاجقة التيورك. وقد ترك السلاجقة العديد من البصمات في الفن الأذربيجانى وخاصة على فن السجاد. وكانت تلك البصمات والعناصر الوافدة ترتبط بحضارة الشعوب التيوركية والذي كان نتيجة للإستيطان الكبير للقبائل السلجوقية والأجوزية في أذربيجان.
كثيرا ما نتعرف على من خلال الفلكلور والنشر الأدبى، وخاصة في ملحمة القرن الحادى عشر الشهيرة << كتاب دده قورقوت >>. كما أن نظامى يتحدث حول إعداد واستخدام السجاد ومنتجاته، ونتعرف على ذلك في قصائده << خوسروف وشيرين >>, و << ليلى ومجنون >>, و << الحسناوات السبع >>, و<< قصية الإسكندر>>.

## الأنواع والتقنيات
تكتسب عملية الغزل تطورها اللاحق في العصر البرونزى وعصر الحديد المبكر (الألف الثالث – الأولى قبل الميلاد).
و بعض النظر عن استخدام المواد الخام النباتية في الغزل في العصر البرونزى المبكر (الألف الثالث قبل الميلاد). إلا أن الاتجاه الرئسي في تلك الفترة قد تمثل في غزل الصوف، مما مهد بدرجة كبيرة إلى التطور السريع لرعى الأغنام. وفي الآثار الأرخيولوجية للعصر البرونزي الأوسطى، لو حظ في أذربيجان البراهين الدالة على وجود انوال الغزل البسيطة والبدائية.
كانت بكرة الغزل من الأدوات الهامة التي استخدمت في الغزل في العصر القديم. كما كانت بكرة الغزل المصنوعة من الفخار أو من العظام، كثيرا ما يتم العثور عليها في الحفريات الأرخيو لوجية بداء من العصر الحجري الحديث.
كان سكان في جنوب وشمال أذربيجان يقومون بصورة رئيسية بتربية أنوع الأغنام المحلية ذات الصوف الكثيف. فمن بين ثلاثة عشر نوعا من الأغنام اللتي تربي في القوقاز، يوجد تسعة أنواع منها في أذربيجان.
و هي تتمثل بصورة رئيسية في مثل هذه الانواع: بوزاخ، وبلباس، ومزيخ، وميرينوس، وجيريك، وكذلك أنواع شيروان، وقاراباغ وانواع ليزج. 

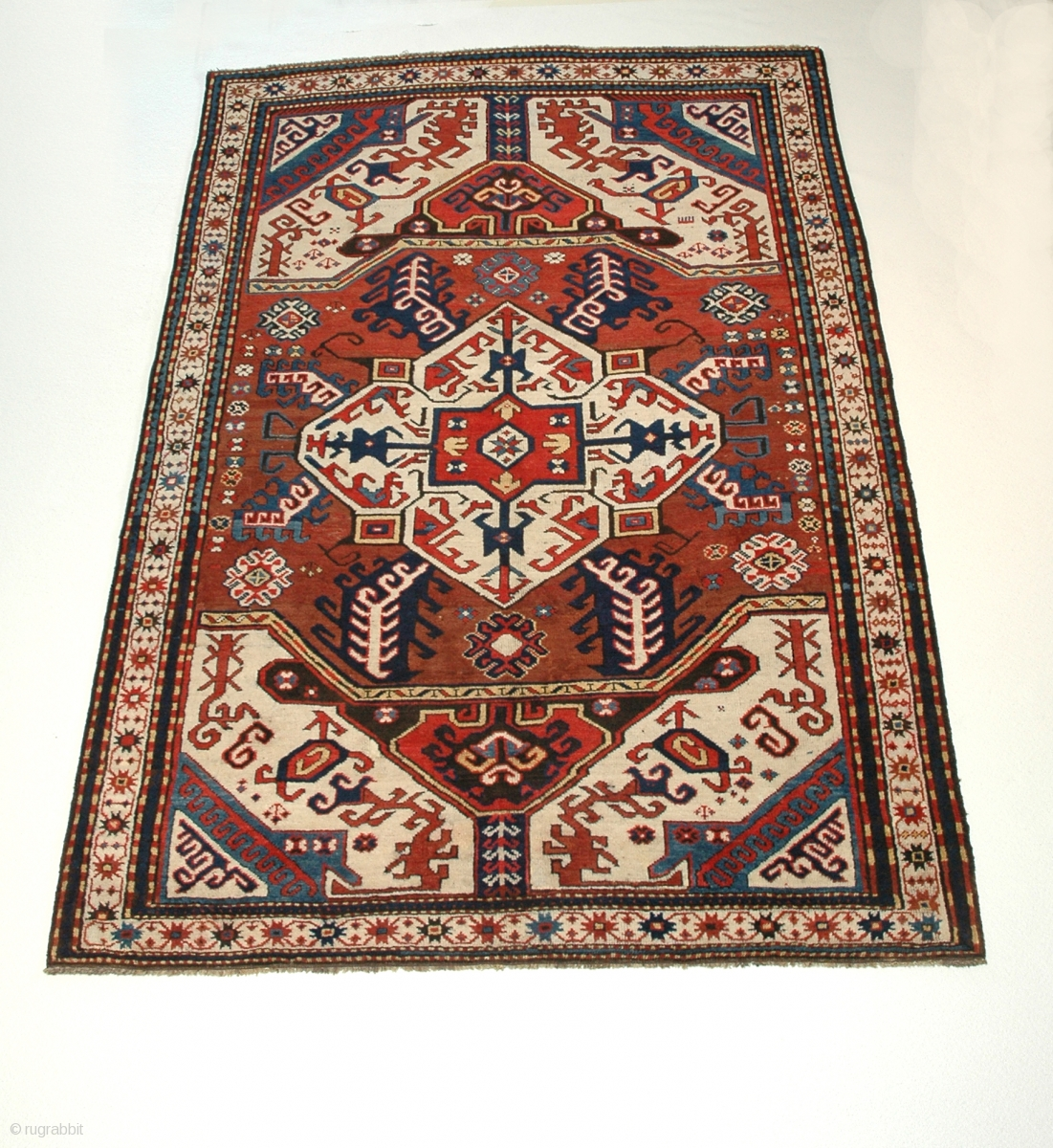
سجادة ألاذربيجاني الوطنية

## الحصير المجدول
إن الحصير المجدول يتم إعداده من نباتات المستنقعات (السمار، القصب، غيرها).
```
ويتم جدله في الأنوال الافقية، حيث تجرى لحمة القصبة عبر قاعدة ألقصب، وذلك بتقنية << كيتشير تيمى >> (التضفير)
```

### تنويعات الحصير
- من حيث المادة الخام - << قابا – حصير >>
- من حيث النقش – المزهر، والمنقوش، << جيلانى >> وغيره.

### البريا
و هو اسم الذي يطلق على الحصيرالسميك الكثيف، والذي يتم غزله من الألياف اللبية للنباتات البرية. 
كما أن جدله يمكن أن يتم بطريقة بسيطة أو معقدة، وبالنقوش أو بدونها.

## مدارس سجاد
- مدارس قوبا
- مدارس أبشيرون
- مدارس شرفان
- مدارس غازاخ
- مدارس غارباغ
- مدارس تبريز